# ルイ・ポーラン

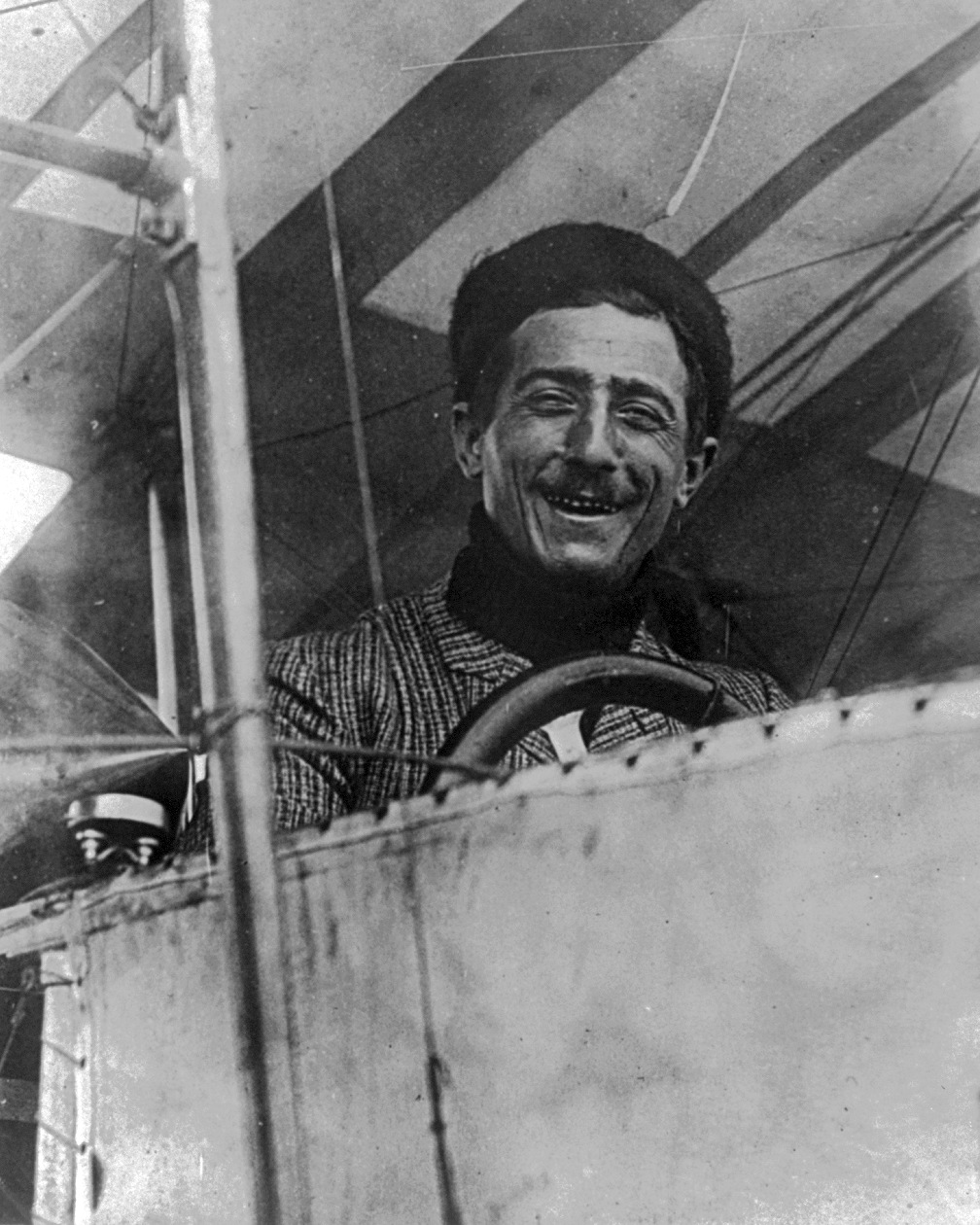
ルイ・ポーラン

ルイ・ポーラン（Louis Paulhan 、1883年 - 1963年2月10日）はフランスのパイロットである。1910年に水上機で離水した飛行などで知られる。

## 主な業績
Pezenasで生まれた。初め、模型飛行機の設計のコンクールで優勝し、実機を製作する賞金を得た。ポーランの設計では高価になるので、ヴォワザンの機体を購入し、エンジンを取り付け､飛行を学び、1908年、10番目の飛行免状を得た。1909年にDouaiなどの飛行競技会に参加し、いくつかの競技で優勝し、高度や飛行距離などの記録を作った。

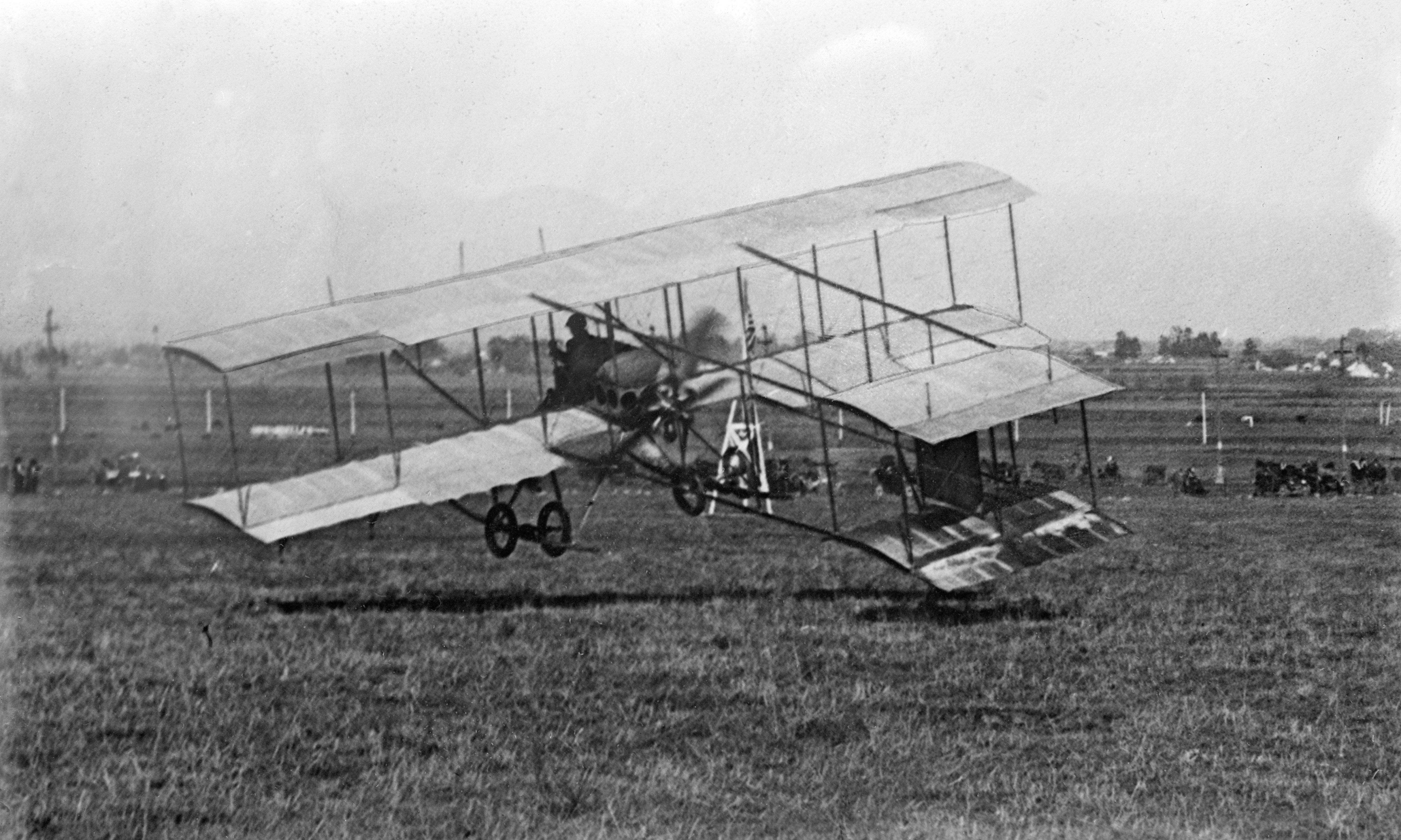
ファルマン機で離陸するルイ・ポーラン

1910年にはファルマン機に乗り、アメリカ、ロサンゼルスの国際飛行競技会に参加した。高度1269m、飛行時間1時間49分の記録を立てた。4月にはOrleansからTrois近くまでの189kmの飛行を行った。4月末には1910年のロンドン・マンチェスター間エアレースで、ロンドン､マンチェスター間を2回以内の着陸で24時間以内に飛行したパイロットに与えられる賞金を、296.1kmを12時間で飛んで獲得した。
また1910年にはアンリ・ファーブルの設計による水上機、カナード号で飛行したパイロットの一人となった。